# Ровишка
Ровишка је насељено мјесто на подручју града Глине, у Банији, Република Хрватска.

## Историја
Ровишка се од распада Југославије до августа 1995. године налазила у Републици Српској Крајини. Током агресије на РСК, многи Срби су протерани из Ровишке.

## Становништво
На попису становништва 2011. године, Ровишка је имала 46 становника.
| Националност       | 1991. | 1981. | 1971. | 1961. |
| Срби               | 248   | 230   | 282   | 319   |
| Хрвати             | 9     | 13    | 8     | 10    |
| Југословени        | 2     | 11    | 3     |       |
| остали и непознато |       | 3     | 2     | 1     |
| Укупно             | 259   | 257   | 295   | 330   |

| Демографија | Демографија | Демографија |
| Година      | Становника  | Становника  |
| ----------- | ----------- | ----------- |
| 1961.       | 330         |             |
| 1971.       | 295         |             |
| 1981.       | 257         |             |
| 1991.       | 259         |             |
| 2001.       | 70          |             |
| 2011.       |             | 46          |

## Презимена
| - Арбутина — Православци - Бакрач — Православци - Вучетић — Православци - Дивјакиња — Православци - Жарковић — Православци - Иватовић — Православци - Јовић — Православци - Крњајић — Православци | - Лончар — Православци - Милашиновић — Православци - Нишевић — Православци - Опачић — Православци - Пајић — Православци - Приљева — Православци - Ресановић — Православци - Слијепчевић — Православци - Ћуповић — Православци |